# جان هرد (هنرپیشه)
جان هرد (انگلیسی: John Heard؛ زادهٔ ۷ مارس ۱۹۴۵ - درگذشته ۲۱ ژوئیهٔ ۲۰۱۷) هنرپیشه اهل ایالات متحده آمریکا بود. وی از سال ۱۹۷۴ تا ۲۰۱۷ میلادی مشغول فعالیت بود.

## درگذشت
جسد وی در روز ۲۲ ژوئیه ۲۰۱۷ در هتل محل اقامت وی توسط پرسنل کشف شد. وی چند روز قبل عمل جراحی کوچکی بر پشتش انجام داده بود و در هتل دوران نقاهتش را می‌گذراند.

## بخشی از فیلمشناسی
- پس از ساعات اداری (۱۹۸۵)
- سفر به بانتی‌فول (۱۹۸۵)
- بزرگ (۱۹۸۸)
- خیانت (۱۹۸۸)
- ساحل‌ها (۱۹۸۸)
- تنها در خانه (۱۹۹۰)
- بیداری‌ها (۱۹۹۰)
- رز پریشان (۱۹۹۱)
- فریب‌خورده (۱۹۹۱)
- سرزمین آب (۱۹۹۲)
- گلادیاتور (۱۹۹۲)
- تنها در خانه ۲: گم‌شده در نیویورک (۱۹۹۲)
- در خط آتش (۱۹۹۳)
- پرونده پلیکان (۱۹۹۳)
- قبل و بعد (۱۹۹۶)
- هموطنان آمریکایی من (۱۹۹۶)
- یک هشت هفت (۱۹۹۷)
- مردان (۱۹۹۷)
- چشمان مار (۱۹۹۸)
- آبی بیابان (۱۹۹۸)
- کارخانه حیوانات (۲۰۰۰)
- پولاک (۲۰۰۰)
- دختران سفیدپوست (۲۰۰۴)
- شادی در دوزهای کم (۲۰۰۵)
- معامله (۲۰۰۵)
- ادیسون (۲۰۰۵)
- گاردین (۲۰۰۶)
- مناظره‌کنندگان بزرگ (۲۰۰۷)
- خوش شانس‌ها (۲۰۰۸)
- لیگ عدالت: جلودارهای جدید (۲۰۰۸) صداپیشه
- یک پایان عالی (۲۰۱۲)
- جنگ علیه وال استریت (۲۰۱۳)
- رانر رانر (۲۰۱۳)
- جیمی وست‌وود: قهرمان آمریکایی (۲۰۱۶)
- آخرین خشم (۲۰۱۷)
- فرار از زندان «مجموعه تلویزیونی»
- راه کاتر (۱۹۸۱)